# Letter from Secret
Letter from Secret – czwarty koreański minialbum południowokoreańskiej grupy Secret, wydany 30 kwietnia 2013 roku w Korei Południowej. Osiągnął 7 pozycję na liście Gaon Chart i sprzedał się w nakładzie 8532 egzemplarzy.

## Lista utworów
| Nr | Tytuł                                                       | Słowa                          | Muzyka                      | Czas |
| -- | ----------------------------------------------------------- | ------------------------------ | --------------------------- | ---- |
| 1. | "YooHoo (유후)"                                             | Kang Ji-won, Kim Ki-bum        | Kang Ji-won, Kim Ki-bum     | 3:20 |
| 2. | "Kidali Ajeossi" (kor. 키다리 아저씨, ang. Daddy Long Legs) | Hana, Park Soo-suk, INOO       | Park Soo-suk, Yoo Young-min | 3:12 |
| 3. | "Only U"                                                    | Jung Ha-na, Jun Da-woon, MARCO | Jun Da-woon, MARCO          | 3:47 |
| 4. | "B.O.Y" (Because of You)"                                   | Park Soo-suk, INOO             | Park Soo-suk, INOO          | 4:05 |

## Notowania
| Lista                       | Pozycja |
| --------------------------- | ------- |
| Gaon Weekly Albums Chart    | 7       |
| Oricon Monthly Albums Chart | 15      |